# Pepe Lienhard
Pepe Lienhard, de son vrai nom Peter Rudolf Lienhard, né le 23 mars 1946 à Lenzbourg, est un chef d'orchestre, saxophoniste, flûtiste et arrangeur suisse.

## Biographie
Pepe Lienhard fonde au lycée un groupe, "The College Stompers". Il fait des études de droit qu'il arrête en 1969 et fonde un sextet avec lequel il enregistre un bon nombre de disques. The Pepe Lienhard Band (accompagné du corniste des Alpes Mostafa Kafa’i Azimi) participe au Concours Eurovision de la chanson 1977 avec Swiss Lady et finit à la sixième place. En 1985, il représente de nouveau son pays avec la chanson Piano, piano avec laquelle il décroche une douzième place sur dix-neuf participants.
En 1980, Pepe Lienhard fonde un big band, Pepe Lienhard Orchester, avec lequel il se produit dans de nombreux galas et bals. Il accompagne notamment Sammy Davis, Jr., Frank Sinatra et Udo Jürgens.
De 1995 à 2011, il dirige le big band de l'armée suisse.

## Discographie
- Leanhard (1974)
- Swiss Lady (1977)
- Pop x 6 (1978)
- It’s the Right Time (1979)
- Saxy LiebesTraum (1996)
- The Swing Goes On (2003)
- Music Is My Life (2004)
- Sounds Great (2005)
- Let’s Dance (de l'émission Let’s Dance avec Hape Kerkeling) (RTL, 2006)
- Let’s Swing (Pepe Lienhard Big Band, 2009)
- Humba tätärä (QL & Pepe Lienhard Horns, 2010)
- Das letzte Konzert – Zürich 2014 live (Udo Jürgens mit dem Orchester Pepe Lienhard, 2015)